# Eva Rittmeister
Eva Knieper, coniugata Rittmeister (Zeitz, 5 luglio 1913 – Remchingen, 19 luglio 2004) è stata un'antifascista tedesca, membro della resistenza contro i nazisti insieme all'Orchestra Rossa.

## Biografia
Figlia di un commerciante, si formò come infermiera pediatrica, ma svolse anche altre attività, tra cui l'attrice . Nel 1939 il neurologo e psicoanalista sposò John Rittmeister, di quindici anni più maturo.
Per prepararsi all'Abitur nel 1940, frequentò la Heil'schen Abendschule Abendgymnasium ("Berliner Städtische Abendgymnasium für Erwachsene", BAG) a Schöneberg dove conobbe alcune persone che diventeranno suoi amici intimi, tra cui Ursula Goetze, Liane Berkowitz, Fritz Thiel e Friedrich Rehmer: nel tempo si sviluppò un gruppo di giovani che inizialmente discusse di opinioni ideologiche, umanistiche e politiche, e gradualmente maturò la scelta di opporsi al regime nazista.

## Nella Resistenza
Nel dicembre 1941, Eva e il marito incontrarono Harro Schulze-Boysen e Libertas Schulze-Boysen. Il 26 settembre 1942, entrambi furono arrestati in casa dalla Gestapo. Eva fu rilasciata e poi nuovamente arrestata il 5 gennaio 1943, il marito fu condannato alla pena di morte dal Reichskriegsgericht "per preparazione all'alto tradimento e favoreggiamento del nemico". Durante lo stesso processo Eva fu condannata a tre anni di reclusione "per aver ascoltato trasmissioni nemiche".
Il 13 maggio 1943, John fu ghigliottinato nella prigione di Plötzensee. Eva fu liberata nell'aprile 1945 dall'Armata Rossa e sopravvisse alla guerra.

## Premi e riconoscimenti
Nel 1979, è stata insignita della Medaglia John F. Rittmeister dalla Gesellschaft für Ärztliche Psychotherapie (GÄP) della DDR come riconoscimento per i suoi servizi speciali nella psicoterapia e nella psichiatria sociale. La medaglia è stata assegnata ad altre 21 persone, di cui solo tre donne: oltre a Eva, la medaglia è stata assegnata alla psicoterapeuta tedesca Irene Blumenthal e alla professoressa di Lipsia Christa Kohler.